# Мадита
Эдита Маловчич (босн. Edita Malovčić), более известная как Мадита (нем. Madita, родилась 21 января 1978 года в Вене) — австрийская певица и киноактриса боснийского происхождения, дочь боснийского фолк-певца Кемала Маловчича. Выступает в жанрах от синти-попа до R'n'B и джаза

## Семья
Дочь боснийского фолк-певца Кемала Маловчича и сербской женщины, с которой он состоял в первом браке. По собственному утверждению, Мадита долгое время не общалась с отцом и у неё не было никаких хороших воспоминаний о нём. Есть сын (род. 2003)

## Карьера

### Актриса
Изучала музыковедение и брала уроки актёрского мастерства. Дебютировала в 1999 году в картине «Северные земли», завоевавшей ряд наград и даже номинировавшейся на «Оскар» как лучший фильм на иностранном языке. Позже снималась в ряде других фильмов — «Берлин находится в Германии» (2001), «Холодный фронт» (2003), «Желары» (2003) и «Четыре минуты» (2006). Снимается в ряде австрийских криминальных телесериалов — «Специальная комиссия — Кицбюхель», «Комиссар Рекс» и «Альпийский патруль».

### Музыкальная карьера
В 2002 году выступала совместно с дуэтом dZihan & Kamien, записывавшим альбом Gran Riserva. В 2005 году выпустила сольный альбом «Madina», в декабре 2005 года он появился в iTunes Music Store и добрался до Топ-3 Electronic Album Chart. Позже Мадина попала в радиочарты многих соседних стран. Рекорд — 1-е место в чарте UK World Music iTunes. В 2007 году песня «Ceylon» попала в саундтрек к серии телесериала «Схватка». В 2008 году в Австрии вышел её второй альбом «Too» (выпущен в США 28 марта 2008 года, доступен в магазине iTunes Store). В 2010 году вышел третий альбом «Flavours» с девятью новыми песнями, пятью ранее не выпускавшимися песнями и 4 ремиксами (общая продолжительность 50 минут, выпущен на Gran Depot Music). Альбом вошёл в коллекцию избранного «Madita Deluxe».
В 2021 году Мадита приняла участие во втором сезоне музыкального телешоу «Маска» в маске Сирены и заняла второе место.

## Фильмография

### Полнометражные фильмы
- 1999: Северные земли[англ.] — Тамара
- 2000: Тайны диско
- 2001: Берлин находится в Германии — Людмила
- 2003: Холодный фронт — Сандра
- 2003: Желары[англ.] — Мария
- 2005: Только для Моцарта
- 2006: Четыре минуты — молодая Трауде
- 2009: Костяной человек[англ.] — Анна
- 2009: Красавчик 2 — Мари
- 2013: Кровавый ледник[англ.] — Таня
- 2014: Ложь, с которой ты спишь

### Телесериалы
- 2000: «Альпийский патруль — Ценится каждая жизнь», «Комиссар Рекс», «Юлия — необычная женщина[нем.]», «Почтовый террорист»
- 2001: «Следователь[нем.]», «Альпийский патруль — Ценится каждая жизнь», «Специальная комиссия — Кицбюхель», «Комиссар Рекс»
- 2002: «Инспектор Ролле[нем.]», «Комиссар Рекс», «Альпийский патруль — Ценится каждая жизнь»
- 2004: «Сильная команда[нем.]» — серии «Zahn der Zeit» и «Sippenhaft»
- 2005: «Место преступления» — серии "«Schneetreiben»
- 2005: «Сильная команда[нем.]» — серия «Zahn um Zahn»
- 2006: «Зодиак»
- 2007: «Место преступления» — серия «Der Finger»
- 2015: «Старые деньги[нем.]»
- 2016: «Место преступления» — серия «Im gelobten Land»

## Дискография
- Madita (2005)[8]
- Too (2008)[9]
- Pacemaker (2010)[10]
- Madita Deluxe (2012)[11]
- Flavours (2012)[12]